# Vlag van Schildwolde

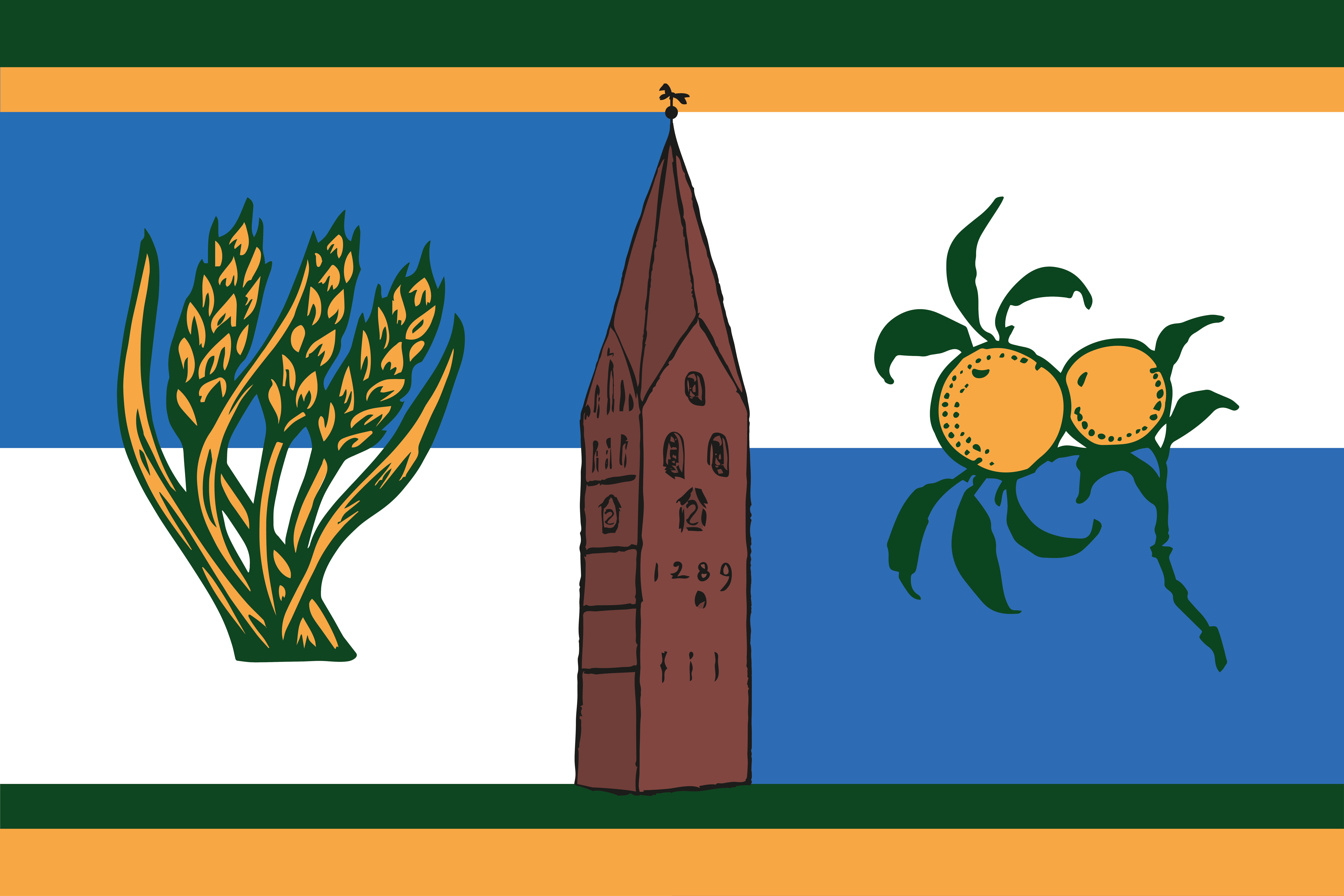
Dorpsvlag van Schildwolde

De vlag van Schildwolde werd op 7 maart 2019 is op de jaarvergadering van Vereniging Dorpsbelangen de dorpsvlag van Schildwolde gepresenteerd door ontwerper Jaron Smedes van den Berg. Voor het ontwerp is het wensenpakket opgesteld door Vereniging Dorpsbelangen leidend geweest.
De vlag houdt in stijl het midden tussen een vaandel en een meer traditionele vlag, omdat deze in grote lijnen is gebaseerd op het 18de-eeuwse vaandel van Schildwolde. Zo zijn de sinaasappelen rechtstreeks te herleiden op dit oranjegezinde vaandel en is ook de realistische weergave van de Juffertoren een relict van het oorspronkelijke vaandel.
De geometrische basis van de dorpsvlag appelleert zowel aan de Groninger provincievlag – te zien in de vier kwadranten – als aan dorps- en gemeentevlaggen van naburige en historisch verwante regio's – terug te vinden in de vier horizontale lijnen. Op de vlag is aan broekingzijde een afbeelding van korenaren te zien, die verwijst naar de agrarische erfenis van het dorp en het tweejaarlijkse oogstfeest. Vluchtzijde bevat een oranjetak, die een verwijzing is naar het oorspronkelijke vaandel van het dorp en diens oranje oorsprong. Naast de goudtint die deze twee symbolen met elkaar verbindt, vindt de kleursymboliek haar oorsprong in de naam Schildwolde (Scelduualda): blauw voor het Schild(meer); groen voor -wolde (wildernis). Evenals in het oude dorpsvaandel, dat voor een groot deel uit witte achtergrond bestaat, dragen de witte vlakken in de dorpsvlag een grafische functie.
De toren zoals deze te zien is op de vlag, is een weergave van de Juffertoren in de jaren '50, namelijk met drie grote muurankers aan de jaartalzijde van de toren.
Bierum
· Boerakker-Lucaswolde
· Bourtange
· De Wilp
· Drieborg
· Eenum
· Farmsum
· Garrelsweer
· Hellum
· Jonkersvaart
· Kiel-Windeweer
· Leens
· Leermens
· Losdorp
· Marum
· Middelstum
· Noordlaren
· Nuis-Niebert
· Oldekerk, Faan en Niekerk
· Onstwedde
· Schildwolde
· Spijk
· Stedum
· Wehe-den Hoorn
· 't Zandt
· Zevenhuizen
· Zijldijk